# Paracles bilinea
Paracles bilinea är en fjärilsart som beskrevs av William Schaus 1901. Paracles bilinea ingår i släktet Paracles och familjen björnspinnare. Inga underarter finns listade i Catalogue of Life.